# アメリー・ローティ
アメリー・オクセンバーグ・ローティ（Amélie Oksenberg Rorty, 1932年 - 2020年9月18日）は、アメリカ合衆国の哲学者。心の哲学（特に感情について）、哲学史（特にアリストテレス、スピノザ、デカルト）、道徳哲学の研究で知られる。

## 略歴
ローティは1951年にシカゴ大学から学士号を、1954年と1961年にイェール大学から修士号と博士号をそれぞれ取得した。またプリンストン大学から人類学の修士号を取得した（同大学で二つ目の博士号を取ろうと計画していた）。最初に着任したのはウィートン大学（マサチューセッツ州）（1957-1961年）だった。1962年にラトガース大学（ダグラス・カレッジ）に移籍し、同大学で1988年まで教鞭をとり、退職時に名誉教授になった。また1995年から2003年にかけてブランダイス大学教授として観念史を担当し、2008年から2013年までボストン大学客員教授、2013年から2015年まで、タフツ大学の客員教授を務めた。また、ハーバード大学医学部世界健康・社会医学科の社会医学担当名誉講師でもある。ローティはいくつもの賞・フェローシップを受けており、1956年から1957年までアメリカ女性大学人協会のフェロー、1968年から1969年までアメリカ諸学会評議員会のフェローを務めた。

## 業績
ローティは100本以上の学術論文の著者で、著書・編著書の数は12冊を超える。著書『Mind in Action: Essays in Philosophy of Mind』は1988年（ペーパーバック版は1991年）にビーコン出版から上梓された。編著書には『Explaining Emotions』（カリフォルニア大学出版局、1980年）、『Essays on Aristotle's Ethics』（カリフォルニア大学出版局、1980年）、共編著にはマーサ・ヌスバウムと編んだ『Essays on Aristotle's De Anima』（オックスフォード大学出版局、1992年）がある。『Modern Studies in Philosophy』叢書（ダブルデイ・アンカー）、『Major Thinkers』叢書（カリフォルニア大学出版局）の創刊・監修者も務めた。その他の代表的編著書には、『The Many Faces of Evil 』（ラウトレッジ、2001年）、『The Identities of Persons』（カリフォルニア大学出版局、1976年）がある。

## 私生活
オクセンバーグ・ローティはポーランド系ユダヤ人のクララとイスラエル・オクセンバーグのもと、1932年にベルギーで生まれた。その後両親とともにヴァージニア州に移住し、農場で育てられた。若くしてシカゴ大学に入学し、当時大学院生だったリチャード・ローティと出会い、交際を開始した。二人ともイェール大学の博士課程に進学し、両親の反対を押し切って1954年に結婚した。1961年に息子ジェームズ（ジェイ）をもうけたが、1972年に離婚した。自らの生い立ちについては、論文「Dependency, Individuality and Work」に記されている。

## その他の受賞歴・フェローシップ
- 1971–1973：ケンブリッジ大学キングス・カレッジ、フェロー
- 1984–1985：ハーバード大学哲学科名誉客員研究員
- 1980–1981：先端研究所所員
- 1990–1991：ジョン・サイモン・グッゲンハイム・フェロー
- 1994–1995：ウッドロー・ウィルソン・センター・フェロー
- 2001–2002：女性哲学者協会、年間卓越女性哲学者
- 2007–2008：国立人文学センター、フェロー